# متلازمة التبعية البيئية
متلازمة التبعية البيئية أو متلازمة الإعالة البيئية أيضا تسمى متلازمة زليجو هو اسم مشتق من بطل فيلم للمخرج وودي آلن يدعي زليج، وهي متلازمة يعتمد الفرد المصاب بها على الإشارات البيئية من أجل تحقيق الأهداف أو المهام. وهو اضطراب نفسي في الاستقلال الذاتي حيث يتأثر نظرية السمات الفردية ويمكن مساعدته من خلال تدخل أشخاص آخرين. على سبيل المثال، تم تشخيص البالغين المصابين بإضطراب نقص الانتباه مع فرط النشاط اعتمدوا على مدربين خاصين لتقديم الإشارات في الأوقات المناسبة، مما يساعدهم على اتخاذ قرارات بشأن كيفية تحديد أولويات المهام وترتيبها.